# Eatoniella roseola
Eatoniella roseola är en snäckart som först beskrevs av Tom Iredale 1915.  Eatoniella roseola ingår i släktet Eatoniella och familjen Eatoniellidae. Inga underarter finns listade i Catalogue of Life.